# Іконостас Кирилівської церкви (Київ)
Іконостас Кирилівської церкви (Київ) — іконостас у псевдовізантійському стилі, що 1887 року було встановлено у Кирилівській церкві (Київ, Дорогожичі) за проєктом А. Прахова. Ікони до нього було написано М. О. Врубелем у Венеції 1885 року.

## Історія
Єдине зображення давньоруського темплону можна було побачити на мозаїці Михайлівського Золотоверхого монастиря. На підставі цього зображення відомий дослідник київської архітектури Ю. С. Асєєв зробив припущення, що кирилівська передвівтарна перегородка була подібна до огорожі, зображеній на мозаїці Михайлівського собору.
Кирилівський темплон був, імовірно, з червоного шиферу, фрагменти якого й сьогодні можна побачити в інтер'єрі Кирилівської церкви. Шифер у великій кількості видобували неподалік Овруча, в ярах села Здранськ. Саме звідти його привозили для оздоблення стародавніх храмів Києва.
Відомо, що шифер дуже пластичний і зручний в обробці. Тому шиферні плити кирилівської передвівтарної перегородки, очевидно, були різьблені. Найвірогідніше, це були орнаменти, подібні до фрескових орнаментів XII століття, що й сьогодні прикрашають стіни та стовпи Кирилівського храму.
Зовнішній вигляд кирилівської перегородки залишається припущенням, але сама присутність її у храмі в XII столітті не підлягає сумніву.
Найімовірніше, стародавня передвівтарна перегородка проіснувала до XVII століття, яким деякі дослідники датують появу дерев'яного іконостаса. Конкретна дата його спорудження невідома. Першу згадку про дерев'яний іконостас знаходимо у дослідника А. Азлецького: «Середня арка, що з'єднує головний вівтар Троїцької церкви з храмом, заставлена, так само як і вівтарні стовпи, важким, на п'ять ярусів (тяблів) розкішного різьблення іконостасом, який, проте, з археологічного боку не має важливого значення. Солея, яка займає половину поперечної зали (древнього трансепту), вивищується на одну тільки сходинку…»
Наступну згадку про дерев'яний іконостас знаходимо у працях III Археологічного з'їзду. Автор — священик В. Г. Антонов пише: «Середня величезна арка, що з'єднує вівтар із самою солеєю, заставлена п'ятиярусним іконостасом. Він зовсім простий, без прикрас; за живописом і устроєм він старий, але не древній.
Живопис на іконостасі, видно, старовинний, але звичайний. Різьби на ньому небагато, місцями видно й позолоту, але потьмянілу від часу».
Обидва дослідники пишуть, що іконостас мав п'ять ярусів. Але якщо перший висловлює захоплення розкішним різьбленням, то другий відзначає, що на іконостасі його небагато. Розрив між описами — всього п'ять років. Сумнівно, щоб за цей період один п'ятиярусний іконостас замінили на інший, також п'ятиярусний. Тим більше, що другий автор відзначає старовинний живопис ікон. Отож іконостас, описаний В. Г. Антоновим, не був новим. Що стосується розбіжностей в описах різьблення, то спишемо це на різне емоційне сприйняття одного й того ж об'єкта.
Священик В. Г. Антонов згадує і церковний аналой; на зворотному його боці був напис: «Изделан сей иконостас в резных рамах, на коем изображено: Матерь Божию и младенца нагого, спящего Иосифа целомудренного, устроенной перед иконого Богоматерию серебром обложенною, за правым столпом, на старом иконостасику для знаменования народного, во славу святые живоначальная и неразделимая Троицы, при настоятеле здешнем архимандрите Кириле, тщанием и коштом сея обители иродіаконов Варлаама и Филарета родных братьев и матери их Києво-Іорданского монастиря монахини Анфисы. 1777 г. августа 6 дня».
В. Г. Антонов зробив висновок, що цей напис стосується головного п'ятиярусного іконостаса, й відповідно датував його 1777 роком. Однак уважно вивчивши цей доволі сумбурний запис, з думкою священика не можна погодитись.
По-перше, напис згадує всього дві ікони — занадто мало для п'ятиярусного іконостаса. По-друге, відзначено, що іконостас влаштований «…перед иконою Богоматерию серебром обложенною, за правим столпом, на старом иконостасику…». Тобто іконостас знаходився навпроти ікони Божої Матері, яка, згідно з описом цього ж автора, «…перебуває в рухомому, спеціально влаштованому кіоті, що приставлений до іконостаса, замість царських врат з лівого боку церкви…» Царська брама з лівого боку — це вхід у жертовник або північну апсиду. Отже, біля входу до північної апсиди знаходився «старий иконостасик», де й перебувала в кіоті ікона Божої Матері. Тоді іконостас, про який ідеться в написі на зворотному боці аналоя, знаходився навпроти цієї ікони, тобто навпроти жертовника в боковому вівтарі Костянтина та Олени (північний неф, середня кліть).
Таким чином, у досліджуваному написі мова йде не про головний іконостас, а датування 1777 роком вказує на час появи маленького іконостаса в лівому північному боковому вівтарі. Що ж стосується головного іконостаса, то його виготовлення та встановлення вірогідніше датувати початком XVII століття. Як відомо, до того часу церква стояла пусткою цілих три століття. І тільки на початку XVII століття в Кирилівському монастирі почались ремонтно-реставраційні роботи.
Безпосередньо керував ремонтом ігумен Кирилівського монастиря Василь Красовський. За період свого правління (1604—1614 рр.) він устиг відремонтувати тільки Кирилівську церкву. Відомо, що після ремонту у вівтарі було освячено три престоли. Облаштовуючи церкву й освячуючи вівтар, старанний ігумен не міг не подбати про Іконостас. Адже стародавня невелика передвівтарна перегородка вже не відповідала новим літургічним вимогам. Тому, найімовірніше, дерев'яний п'ятиярусний іконостас (тип якого вже остаточно склався й набув широкого розповсюдження у православній церкві XVII століття) встановили (або почали зводити) саме під час ігуменства В. Красовського.
Висуваючи таке припущення, необхідно відзначити, що у статті дослідника Е. М. Крижанівського є пряма вказівка на встановлення іконостаса в період правління ігумена Софронія Жеребило-Лобунського (1626—1647 рр.). Однак жодних доказів автор не наводить.
Дерев'яний іконостас прикрашав Кирилівську церкву до кінця XIX століття. У 80-х роках минулого століття в церкві проводились ґрунтовні ремонтно-реставраційні роботи. Керував ними професор Петербурзького університету, мистецтвознавець А. В. Прахов. За його проектом у Кирилівській церкві влаштували новий мармуровий іконостас у псевдовізантійському стилі. Дерев'яний іконостас, а точніше два його нижні яруси, були продані церкві села Нижча Дубечня Остерського повіту Чернігівської губернії. Інші три яруси з іконами зберігалися під дзвіницею Кирилівського монастиря (мається на увазі дзвіниця XVIII століття архітектора Григоровича-Барського, розібрана у 1936 році). На жаль, сліди дерев'яного іконостаса загублені; мабуть, його вже не існує. Але докладний опис іконостаса зберігся в курсовій роботі студента духовної семінарії О. Совєтова.
Досліджуючи живописний стиль ікон, О. Совєтов характеризує іконостас як цінну пам'ятку мистецтва XVII століття. Він описує його так: «Найціннішою частиною іконостаса є царські врата. Це величезні (4,5-5 арш. заввишки і 2 арш. завширшки), суціль різьблені, з липового дерева, вкриті бронзою двері. Стовпчик, де вони з'єднуються, теж різьблений, вгорі до нього прикріплені рельєфні зображення Божої Матері з Немовлям на руках, нижче — три херувими. На правій стороні є ряд різьблених зображень, зокрема внизу — напівлежачої людини у старозавітному вбранні (можливо, це праотець Авраам); вище — п'ять погрудних зображень, імовірно царів, з невеличкими зубчастими коронами на головах і зі скіпетрами в руках. Ліворуч, мабуть, цар Давид, напівлежачи сперся рукою на гусла, а вище п'ять поясних зображень, однакових за характером з тими, що праворуч. Тут має бути родовідне дерево Ісуса Христа, як його зображають у нашій іконографії. Виконано все на диво ретельно — аж до найменших подробиць. Праворуч від царських врат — ікона Спасителя, велике поясне зображення з благословляючою рукою та Євангелієм, на південних дверях — архангел Михаїл, далі ікона св. великого князя Олександра Невського, встановлена під час освячення церкви на честь цього святого. Зліва — Богоматір з Немовлям на руках, за нею — архангел Гавриїл та ікона з написом кіновар'ю: «Сошествие Святаго Духа». Вгорі — св. Дух, який випромінює білясті промені, а навкруги — вогненні язики у вигляді червоних цяток, що спадають на апостолів, які сидять в осібній світлиці. Посеред них сидить на троні Божа Матір зі згорнутими на грудях руками; лик її прикрашено золотим німбом. Розміщення фігур сигматичне.
Над царськими вратами окремо вміщено зображення Спасителя на платі.
У другому ярусі, йдучи з півдня на північ, розміщено такі зображення:
1. Перша ікона — Покров пресвятої Богородиці, яка стоїть у хмарах з розпростертими руками; на Ній покров багряного кольору, геть увесь прикрашений золотистими квітами. Вбрання її одного кольору з покровом, навкруг лика золотистий німб; по боках два ангели. Нижче Неї, ліворуч від глядача, — „народи“ на чолі з царем у короні, одягненим у темно-червону із золотом туніку. Праворуч — сонм іночествуючих, очолюваних єпископом у повному архієрейському вбранні з митрою на голові. І архієрей, і цар стоять на колінах, склавши руки на грудях і повернувши обличчя в бік Божої Матері.
2. На наступній іконі намальовано трьох святителів на повен зріст; двоє з них з Євангелієм у руках, третій — мабуть, апостол Петро, має в руках ключі; обличчя звернені до центру іконостаса — в бік наступної, серединної ікони.
3. Тут маємо зображення Деісуса. У центрі на золотому престолі з перевитими ручками й такою ж спинкою урочисто сидить Цар Слави; навкруг лику — німб, під ногами — кругла підставка. Нижнє вбрання темно-червоного кольору із золотими мовби гербами, верхнє — однакового кольору з престолом, золотисте; по боках два ангели. Нижче праворуч — Божа Матір у дорогоцінному плащі, ліворуч — Іван Хреститель. Ікона чудова за тоном і ритмом кольорів.
4. Три постаті святителів, що один по-одному прямують за апостолом Павлом, який тримає розкриту книгу в правій і меч у лівій руці. Обличчя теж звернені до Спасителя; вбрані вони в апостольські жовті й червоні мантії.
5. Успіння Богородиці. Вгорі у хмарах — Бог Отець, нижче, в центрі композиції, покоїться спочила Богоматір у білих ризах з покровом на голові; крім того, вона запнута по груди золотистим покровом з квітами. Поруч неї нахилений Ісус, а далі — юрби народу на чолі з апостолами. Весь живопис стародавній.
Слід відзначити ще кілька невеликих ікон (їх стільки ж, як і ікон першого ярусу), розміщених у цоколі іконостаса: 1) „Жертвоприношення Ісаака“; 2) „Суд над Христом у Пілата“; 3) „Притча про десятьох дів“; 4) „Зцілення розслабленого при овечій купелі“.
Перед іконостасом знаходяться два аналої, кожен у вигляді трикутника з невеликою круглою бляхою зверху, прикрашеною різьбленням і призначеною для ікони; на обох — зображення св. Трійці. На одному напис: „Троицы службу днесь тройчный святых дружбу свет Дмитрий в храм семь изобразий зрить на небесах в славе“, а на зворотному боці відоме нам „Изделан сей иконостасик…“
У самому вівтарі (очевидно, О. Советов мав на увазі вівтар у селі Нижча Дубечня, куди перевезли кирилівські ікони. — Авт.) зберігається стародавня плащаниця, вивезена з Києво-Кирилівської церкви. На світло-сірому покривалі чистого шовку покладено тіло Христа; чресла його підперезані хустиною, гаптованою сріблом і золотом. Жодних інших зображень немає. По краях, на облямівці фісташкового кольору, вишито золотом слова: „Благообразный Иосиф“.
На завершення згадаємо про інші ікони й рештки стародавнього іконостаса, що виявились завеликими для такої малої церкви. Вони зберігаються у приміщенні під дзвіницею. Це, зокрема, 1) царські врата одного з бічних вівтарів; 2) ікона із зображенням дев'яти чинів ангельських з відповідними підписами; 3) ікона св. Кирила в архиєрейському облаченні з іконою Божої Матері в руках; 4) ікона Спасителя, що урочисто сидить на престолі; по боках ангели, нижче Кирило й Афанасій Александрійські; 5) ікона із зображенням Спасителя в архиєрейському облаченні з підписом: „Сия икона сделана Алек. Шевченко в 1854 г.“; 6) кілька медальйонних ікон із зображенням всіх дванадесятих свят.
Усі ікони писані за древнім звичаєм — на натягнутому грубому полотні, прошпакльованому левкасом».
На превеликий жаль, жодних фотографій іконостаса знайти не вдалося.

## Мармуровий іконостас А.В. Прахова
Наприкінці XIX століття, як вже відзначалося, п'ятиярусний іконостас замінили невеликим мармуровим.

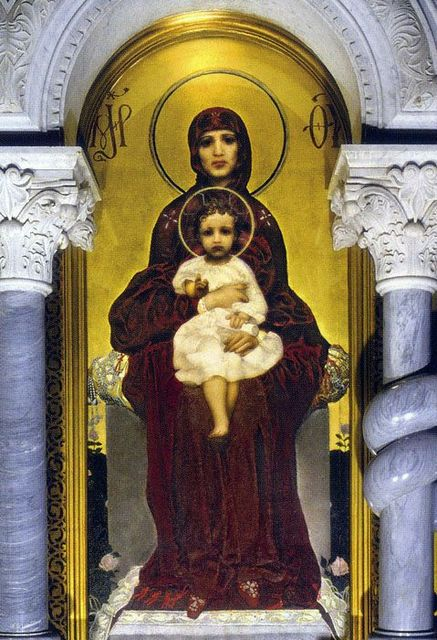
«Богородиця з Дитям» М. О. Врубель, 1885 р. Венеція (олійний живопис на цинкових листах). Частина іконостасу Кирилівської церкви

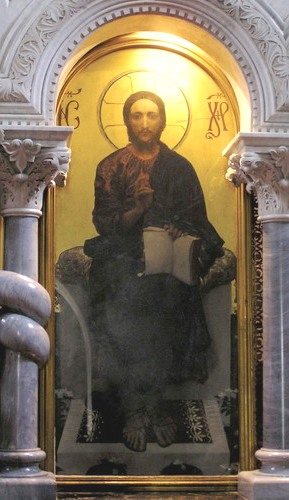
«Ісус Христос» М. О. Врубель, 1885 р. Венеція (олійний живопис на цинкових листах)

Відомо, що протягом останнього століття в більшості православних храмів іконостаси ускладнювалися, поки не стали суцільною стіною, яка відокремлює вірних від вівтаря.
Сьогодні у нових православних храмах на Заході іконостас знову зайняв відповідне місце — невеликої підставки для ікон.
Автор мармурового іконостаса А. В. Прахов, намагаючись відновити церкву в первісному вигляді, а також побоюючись, що високий дерев'яний іконостас закриє віднайдені при реставрації XIX століття стародавні фрески вівтаря, запропонував спорудити одноярусний мармуровий іконостас у псевдовізантійському стилі. Його замовили італійській фірмі «Антоніо Тузіні і Джузеппе Россі», що мала в Одесі велике підприємство і філію у Києві. Зі спогадів Н. А. Прахова відомо, що мармуровий іконостас у Кирилівській церкві мали встановлювати восени 1884 р. італійські майстри. З листа батька художника М. О, Врубеля, датованого січнем 1887 року, дізнаємося: «К Кириллу уже привезены мраморы на иконостас. Прекрасные мраморы, и в нихто будут вставлены образа…»
А. В. Прахов, проектуючи іконостас, використовував стародавній живопис Кирилівської церкви, зокрема зображення стовпників у простінках між вікнами північної стіни трансепта. Стовпники сидять на здвоєних колонах, зв'язаних оригінальним вузлом — мотив, дуже розповсюджений у візантійському мистецтві XII століття. Ці колони з вузлом А.В. Прахов переніс у проект іконостаса. Колонки виконані з сірого мармуру, бази спираються на чорну мармурову основу з рожевими прожилками. Капітелі колон підтримують білі мармурові арки, прикрашені орнаментальним різьбленням рослинного характеру. Вище арок — рожевий, мабуть, веронський мармур. Завершує Іконостас широка смуга з білого мармуру, прикрашена аркатурним пояском. Ажурні царська брама та двері в жертовник і ризницю виконані у бронзі. Вінчає іконостас бронзовий «заквітлий» хрест — символ утвердження віри.
Спочатку іконостас влаштували на білій мармуровій солеї. Праворуч і ліворуч стояли високі мармурові кафедри, прикрашені різьбою. Під час археологічних досліджень (50-ті роки XX ст.) у споруді понизили рівень підлоги, тоді й прибрали солею та кафедри.
Іконостас прикрашають чотири традиційні ікони: Богородиця з немовлям, Ісус Христос у темних тонах, по боках — патрони храму, александрійські архієпископи Афанасій та Кирило. Намалював ікони на цинкових пластинах талановитий російський художник М. О. Врубель у Венеції.

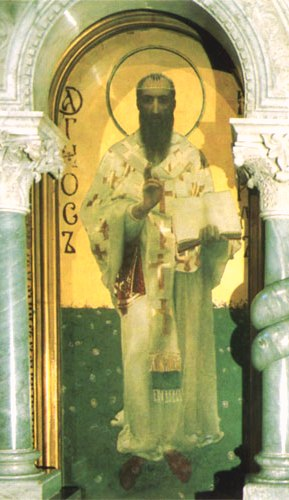
«Святий Кирило» (М. О. Врубель, 1885 р. Венеція; олійний живопис на цинкових листах)

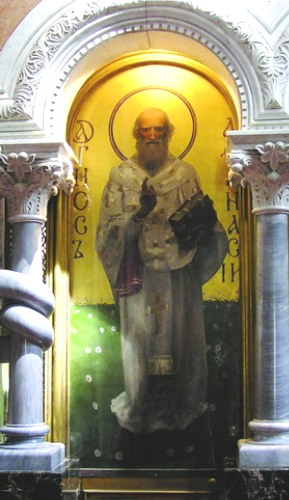
«Святий Афанасій» (М. О. Врубель, 1885 р. Венеція; олійний живопис на цинкових листах)

Образи написано в найкращих традиціях майстрів італійського ренесансу. Техніка виконання, а також художні достоїнства цих чудових творів описані численними дослідниками творчості М. О. Врубеля. Що стосується іконографії, то тут є цікаві деталі. Привертає увагу сітчастий головний убір св. Кирила. Ця цікава деталь запозичена М. Врубелем із стародавнього живопису Кирилівської церкви. (Житійний цикл Кирила і Афанасія Александрійських змальовують фрески XII століття у південній апсиді).
У добу Кирила Александрійського (IV—V ст.) християнські священнослужителі не носили головних уборів. Присутність такої деталі в зображеннях св. Кирила незвична. Коли й чому християнські священики почали носити головні убори — невідомо, можливо, це було запозичено у стародавніх юдейських архієреїв, що носили на голові кидар. Спочатку головні убори стали носити римські та александрійські єпископи. Що стосується римських єпископів, то вперше головний убір дарував святійшому папі Сильвестру як духовному отцю християнський цар, благочестивий Костянтин. Сильвестр, за своїм смиренням, відмовився від нього. Тоді цар змусив папу прийняти лорон — царську головну пов'язку зі своєї голови. Після папи Сильвестра лор (лорон) носили й інші намісники римського престолу.
Кирило Александрійський одержав лор на голову від папи Целестина, коли заміщав його на III Вселенському соборі. Але це було тимчасово, тільки на період роботи собору. Остаточне право носити головний убір Кирило одержав рішенням того ж собору, в якого він попросив його, аби прикрити свою хвору голову. Ось звідки походить цей оригінальний головний убір.
Наступні єпископи, що очолювали александрійську кафедру, мабуть, за прикладом Кирила також носили головні убори. Можливо, ці шапки римських та александрійських ієрархів стали прообразом митри, що символізує вінець Ісуса Христа.

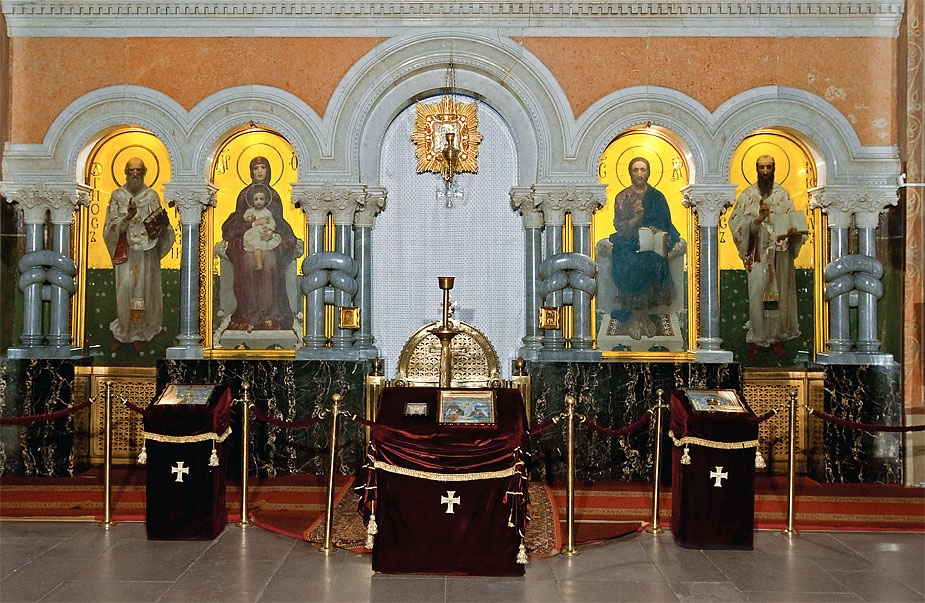
Іконостас Кирилівської церкви. Проект А. Прахова, ікони М. О. Врубель

У живописі ікон та архітектурі іконостаса привертають увагу й інші цікаві деталі. У руках Христа і св. Кирила розкриті книги з чистими сторінками. Св. Афанасій і маленький Ісус, навпаки, тримають закриту книгу і згорнутий сувій. Ікони фланкуються мармуровими колонами. Вони перев'язані вирізьбленими з мармуру вузлами, що не мають ні початку, ні кінця.
У християнській іконографії розкриті книги з чистими сторінками — символ наближення страшного суду, а вузол без початку й кінця — символ вічності. У чисті аркуші впишуться діяння людські; кожній душі уготована буде вічність, про яку нагадує вузол на колонах.
Чудовий мармуровий іконостас трохи не вписався у стародавній інтер'єр Кирилівської церкви, але попри цю обставину він сам по собі є цінною пам'яткою скульптури і живопису XIX століття, що завершує історію іконостасів київської Кирилівської церкви.
В 1930-х роках іконостас реставрував Микола Касперович.